# Album al numero uno nella Billboard 200 nel 1988

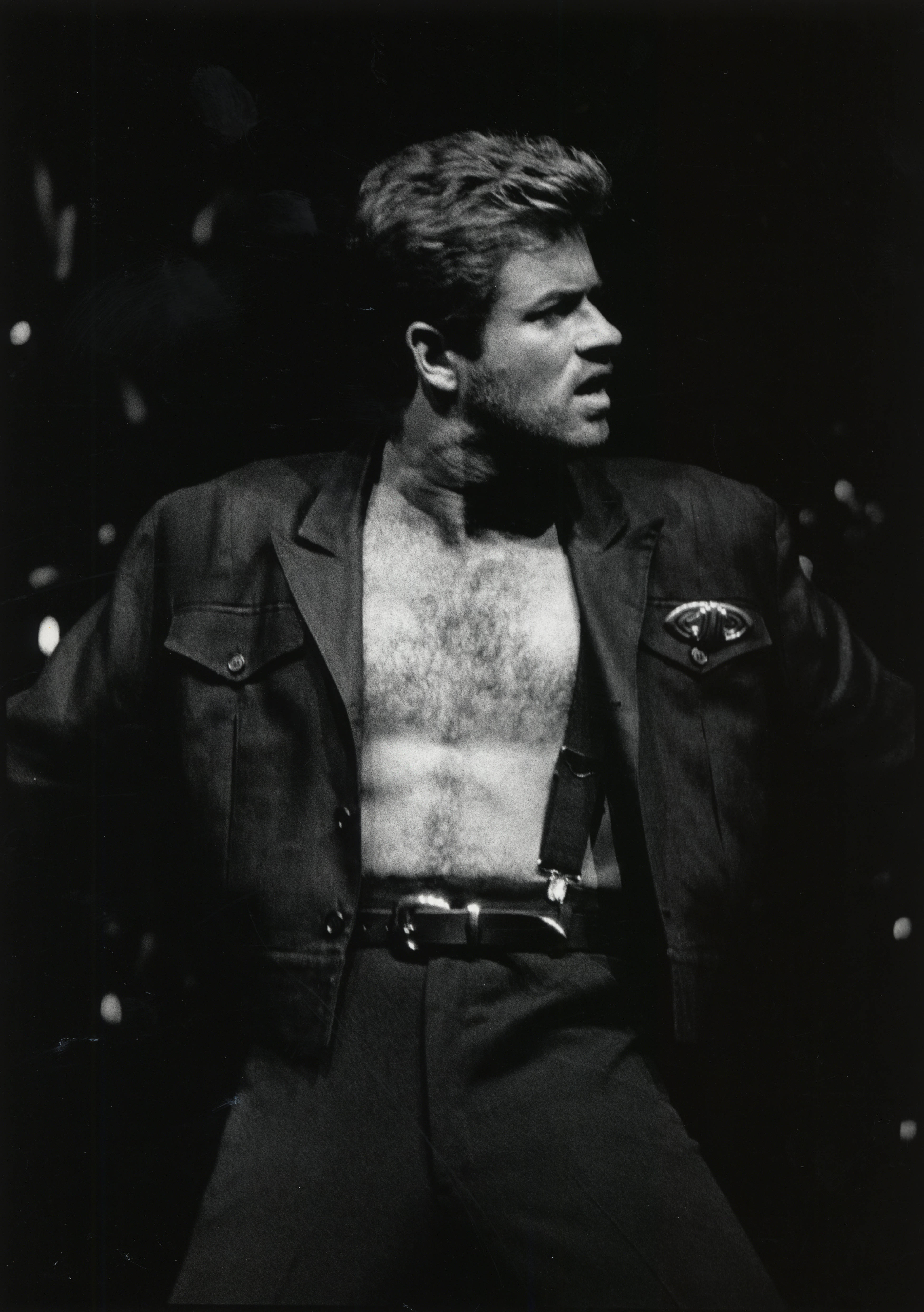
George Michael, con il suo album Faith, è rimasto in vetta alla Billboard 200 per 12 settimane, diventando anche l'album con le migliori prestazioni del 1988.

Di seguito è proposta la lista degli album al numero uno nella Billboard 200 nel 1988. La Billboard 200, pubblicata settimanalmente dalla rivista Billboard, considera gli album e gli EP più venduti negli Stati Uniti. Prima che la Nielsen SoundScan iniziasse il tracciamento delle vendite nel 1991, Billboard stimava le vendite degli album chiedendo a campione i dati ai vari negozi della nazione, raccolti tramite telefono, fax o messaggio. I dati raccolti nei vari negozi si basavano principalmente sulla popolarità degli album e non sulle vendite effettive.

## Billboard 200
| † | Indica l'album con le migliori prestazioni del 1988 |

| Data         | Album                          | Artista           | Tot. sett. #1 | Fonti  |
| ------------ | ------------------------------ | ----------------- | ------------- | ------ |
| 2 gennaio    | Dirty Dancing                  | Artisti vari      | 18            | [ 4 ]  |
| 9 gennaio    | Dirty Dancing                  | Artisti vari      | 18            | [ 5 ]  |
| 16 gennaio   | Faith †                        | George Michael    | 12            | [ 6 ]  |
| 23 gennaio   | Tiffany                        | Tiffany           | 2             | [ 7 ]  |
| 30 gennaio   | Tiffany                        | Tiffany           | 2             | [ 8 ]  |
| 6 febbraio   | Faith †                        | George Michael    | 12            | [ 9 ]  |
| 13 febbraio  | Faith †                        | George Michael    | 12            | [ 10 ] |
| 20 febbraio  | Faith †                        | George Michael    | 12            | [ 11 ] |
| 27 febbraio  | Faith †                        | George Michael    | 12            | [ 12 ] |
| 5 marzo      | Faith †                        | George Michael    | 12            | [ 13 ] |
| 12 marzo     | Dirty Dancing                  | Artisti vari      | 18            | [ 14 ] |
| 19 marzo     | Dirty Dancing                  | Artisti vari      | 18            | [ 15 ] |
| 26 marzo     | Dirty Dancing                  | Artisti vari      | 18            | [ 16 ] |
| 2 aprile     | Dirty Dancing                  | Artisti vari      | 18            | [ 17 ] |
| 9 aprile     | Dirty Dancing                  | Artisti vari      | 18            | [ 18 ] |
| 16 aprile    | Dirty Dancing                  | Artisti vari      | 18            | [ 19 ] |
| 23 aprile    | Dirty Dancing                  | Artisti vari      | 18            | [ 20 ] |
| 30 aprile    | Dirty Dancing                  | Artisti vari      | 18            | [ 21 ] |
| 7 maggio     | Dirty Dancing                  | Artisti vari      | 18            | [ 22 ] |
| 14 maggio    | Faith †                        | George Michael    | 12            | [ 23 ] |
| 21 maggio    | Faith †                        | George Michael    | 12            | [ 24 ] |
| 28 maggio    | Faith †                        | George Michael    | 12            | [ 25 ] |
| 4 giugno     | Faith †                        | George Michael    | 12            | [ 26 ] |
| 11 giugno    | Faith †                        | George Michael    | 12            | [ 27 ] |
| 18 giugno    | Faith †                        | George Michael    | 12            | [ 28 ] |
| 25 giugno    | OU812                          | Van Halen         | 4             | [ 29 ] |
| 2 luglio     | OU812                          | Van Halen         | 4             | [ 30 ] |
| 9 luglio     | OU812                          | Van Halen         | 4             | [ 31 ] |
| 16 luglio    | OU812                          | Van Halen         | 4             | [ 32 ] |
| 23 luglio    | Hysteria                       | Def Leppard       | 6             | [ 33 ] |
| 30 luglio    | Hysteria                       | Def Leppard       | 6             | [ 34 ] |
| 6 agosto     | Appetite for Destruction       | Guns N' Roses     | 5             | [ 35 ] |
| 13 agosto    | Hysteria                       | Def Leppard       | 6             | [ 36 ] |
| 20 agosto    | Roll with It                   | Steve Winwood     | 1             | [ 37 ] |
| 27 agosto    | Tracy Chapman                  | Tracy Chapman     | 1             | [ 38 ] |
| 3 settembre  | Hysteria                       | Def Leppard       | 6             | [ 39 ] |
| 10 settembre | Hysteria                       | Def Leppard       | 6             | [ 40 ] |
| 17 settembre | Hysteria                       | Def Leppard       | 6             | [ 41 ] |
| 24 settembre | Appetite for Destruction       | Guns N' Roses     | 5             | [ 42 ] |
| 1º ottobre   | Appetite for Destruction       | Guns N' Roses     | 5             | [ 43 ] |
| 8 ottobre    | Appetite for Destruction       | Guns N' Roses     | 5             | [ 44 ] |
| 15 ottobre   | New Jersey                     | Bon Jovi          | 4             | [ 45 ] |
| 22 ottobre   | New Jersey                     | Bon Jovi          | 4             | [ 46 ] |
| 29 ottobre   | New Jersey                     | Bon Jovi          | 4             | [ 47 ] |
| 5 novembre   | New Jersey                     | Bon Jovi          | 4             | [ 48 ] |
| 12 novembre  | Rattle and Hum                 | U2 e artisti vari | 6             | [ 49 ] |
| 19 novembre  | Rattle and Hum                 | U2 e artisti vari | 6             | [ 50 ] |
| 26 novembre  | Rattle and Hum                 | U2 e artisti vari | 6             | [ 51 ] |
| 3 dicembre   | Rattle and Hum                 | U2 e artisti vari | 6             | [ 52 ] |
| 10 dicembre  | Rattle and Hum                 | U2 e artisti vari | 6             | [ 53 ] |
| 17 dicembre  | Rattle and Hum                 | U2 e artisti vari | 6             | [ 54 ] |
| 24 dicembre  | Giving You the Best That I Got | Anita Baker       | 4             | [ 55 ] |
| 31 dicembre  | Giving You the Best That I Got | Anita Baker       | 4             | [ 56 ] |

Note:
1. ↑  Ha raggiunto il numero uno anche nel 1987
2. 1 2  Ha raggiunto il numero uno anche nel 1989
3. ↑  Ha raggiunto il numero uno nel 1989